# الأمسية (عفرين)
الأمسية  قرية سوريّة تتبع إداريّاً لمحافظة حلب منطقة عفرين ناحية راجو، بلغ تعداد سكانها 856 نسمة حسب التعداد السكاني لعام 2004.